# Claude-Pierre Pécaudy de Contrecœur
Né en 1705 à Contrecoeur en Nouvelle-France, seigneur et officier dans les troupes de la Marine, Claude-Pierre Pécaudy de Contrecœur fut actif pour l'établissement du pouvoir français et canadien dans la vallée de l'Ohio.

## Biographie
Né le 28 décembre 1705 dans la seigneurie de Contrecoeur en Nouvelle-France. Il est le fils de Francois-Antoine Pécaudy de Contrecoeur et de Jeanne de Saint-Ours.
Il suit une formation militaire en étant cadet en 1721, enseigne en 1725, enseigne en second en 1729 et enseigne en pied en 1734.
Il épouse Madeleine Boucher le 10 janvier 1729 à Boucherville.
En 1742, il est nommé lieutenant et sera présent à Fort Saint-Frédéric, dont son père fut le premier commandant jusqu'en 1733.
Il passe capitaine 1748 et c'est en tant que commandant en second qu'il accompagne Pierre-Joseph Céloron de Blainville dans l'expédition sur la rivière Ohio, visant à chasser les négociants anglais de la région. À l'issue il sera nommé commandant du fort Niagara.
Claude-Pierre participe en 1752 a une seconde expédition dans l'Ohio, sous le commandement de Paul Marin de la Malgue, dans le but de « s’emparer et s’établir dans la Belle-Rivière [rivière Ohio] que [les Français sont] à la veille de perdre » écrira Michel-Ange Duquesne. Il prend la relève de son commandant le 25 décembre 1753, décédé 2 mois plus tôt.
Le 18 avril 1754, avec 1000 hommes, il s'empare du fort Prince George qu'il remplacera par le fort Duquesne, et dont il assumera le commandement jusqu'en 1756.
C'est avec un détachement de près de 900 hommes qu'il met en échec l'expédition Braddock lors de la bataille de la Monongahela.
En mars 1756, il devient récipiendaire de la Croix de Saint-Louis.
Il met fin à sa carrière militaire en janvier 1759. Après la guerre de la Conquête, il choisit de demeurer dans sa seigneurie de Contrecœur, qui compte 371 habitant en 1765.  Il est identifié par Guy Carleton, gouverneur de la province de Québec, comme le troisième Canadien le plus influent du pays.
Le 3 janvier 1775 il est nommé membre du Conseil législatif jusqu'à sa mort à Montréal le 13 décembre 1775.